# Доусон, Томас
Томас Рейнер Доусон (англ. Thomas Rayner Dawson; 28 ноября 1889, Лидс — 16 декабря 1951, 
Лондон) — английский шахматный композитор; президент Британского общества любителей шахматных задач (1931—1943), основатель журнала «Проблемист». Редактор отдела «сказочных шахмат» и этюдов журнала «Чесс аматёр» (1916—1930) и отдела задач журнала «Бритиш чесс мэгэзин» (1931—1951). Автор многих рассказов на шахматные темы. Химик. С 1907 составил около 6,5 тысяч композиций различных жанров, из которых опубликована около 5 тысяч — преимущественно задачи на различные виды «сказочных шахмат». Изобрёл ряд новых фигур (например, всадник, сверчок и другие), изменил правила движения обычных фигур (смотреть Максимуммер) и так далее. Опубликовал также около 900 задач ортодоксального типа, 140 этюдов, множество аналитических задач на ретроградный анализ, ряд рекордных задач (тасков).

## Задачи
|   | a | b | c | d | e | f | g | h |   |
| - | --- | --- | --- | --- | --- | --- | --- | --- | - |
| 8 | e8 чёрный король · b7 чёрная пешка · e7 белая пешка · h7 чёрная пешка · c6 белый конь · e6 белая пешка · g6 белый конь · c5 белая пешка · d5 чёрная пешка · e5 белый король · f5 чёрная пешка · g5 белая пешка · d4 белая пешка · e4 чёрная пешка · f4 белая пешка · e3 белая пешка · e2 белая пешка | e8 чёрный король · b7 чёрная пешка · e7 белая пешка · h7 чёрная пешка · c6 белый конь · e6 белая пешка · g6 белый конь · c5 белая пешка · d5 чёрная пешка · e5 белый король · f5 чёрная пешка · g5 белая пешка · d4 белая пешка · e4 чёрная пешка · f4 белая пешка · e3 белая пешка · e2 белая пешка | e8 чёрный король · b7 чёрная пешка · e7 белая пешка · h7 чёрная пешка · c6 белый конь · e6 белая пешка · g6 белый конь · c5 белая пешка · d5 чёрная пешка · e5 белый король · f5 чёрная пешка · g5 белая пешка · d4 белая пешка · e4 чёрная пешка · f4 белая пешка · e3 белая пешка · e2 белая пешка | e8 чёрный король · b7 чёрная пешка · e7 белая пешка · h7 чёрная пешка · c6 белый конь · e6 белая пешка · g6 белый конь · c5 белая пешка · d5 чёрная пешка · e5 белый король · f5 чёрная пешка · g5 белая пешка · d4 белая пешка · e4 чёрная пешка · f4 белая пешка · e3 белая пешка · e2 белая пешка | e8 чёрный король · b7 чёрная пешка · e7 белая пешка · h7 чёрная пешка · c6 белый конь · e6 белая пешка · g6 белый конь · c5 белая пешка · d5 чёрная пешка · e5 белый король · f5 чёрная пешка · g5 белая пешка · d4 белая пешка · e4 чёрная пешка · f4 белая пешка · e3 белая пешка · e2 белая пешка | e8 чёрный король · b7 чёрная пешка · e7 белая пешка · h7 чёрная пешка · c6 белый конь · e6 белая пешка · g6 белый конь · c5 белая пешка · d5 чёрная пешка · e5 белый король · f5 чёрная пешка · g5 белая пешка · d4 белая пешка · e4 чёрная пешка · f4 белая пешка · e3 белая пешка · e2 белая пешка | e8 чёрный король · b7 чёрная пешка · e7 белая пешка · h7 чёрная пешка · c6 белый конь · e6 белая пешка · g6 белый конь · c5 белая пешка · d5 чёрная пешка · e5 белый король · f5 чёрная пешка · g5 белая пешка · d4 белая пешка · e4 чёрная пешка · f4 белая пешка · e3 белая пешка · e2 белая пешка | e8 чёрный король · b7 чёрная пешка · e7 белая пешка · h7 чёрная пешка · c6 белый конь · e6 белая пешка · g6 белый конь · c5 белая пешка · d5 чёрная пешка · e5 белый король · f5 чёрная пешка · g5 белая пешка · d4 белая пешка · e4 чёрная пешка · f4 белая пешка · e3 белая пешка · e2 белая пешка | 8 |
| 7 | e8 чёрный король · b7 чёрная пешка · e7 белая пешка · h7 чёрная пешка · c6 белый конь · e6 белая пешка · g6 белый конь · c5 белая пешка · d5 чёрная пешка · e5 белый король · f5 чёрная пешка · g5 белая пешка · d4 белая пешка · e4 чёрная пешка · f4 белая пешка · e3 белая пешка · e2 белая пешка | e8 чёрный король · b7 чёрная пешка · e7 белая пешка · h7 чёрная пешка · c6 белый конь · e6 белая пешка · g6 белый конь · c5 белая пешка · d5 чёрная пешка · e5 белый король · f5 чёрная пешка · g5 белая пешка · d4 белая пешка · e4 чёрная пешка · f4 белая пешка · e3 белая пешка · e2 белая пешка | e8 чёрный король · b7 чёрная пешка · e7 белая пешка · h7 чёрная пешка · c6 белый конь · e6 белая пешка · g6 белый конь · c5 белая пешка · d5 чёрная пешка · e5 белый король · f5 чёрная пешка · g5 белая пешка · d4 белая пешка · e4 чёрная пешка · f4 белая пешка · e3 белая пешка · e2 белая пешка | e8 чёрный король · b7 чёрная пешка · e7 белая пешка · h7 чёрная пешка · c6 белый конь · e6 белая пешка · g6 белый конь · c5 белая пешка · d5 чёрная пешка · e5 белый король · f5 чёрная пешка · g5 белая пешка · d4 белая пешка · e4 чёрная пешка · f4 белая пешка · e3 белая пешка · e2 белая пешка | e8 чёрный король · b7 чёрная пешка · e7 белая пешка · h7 чёрная пешка · c6 белый конь · e6 белая пешка · g6 белый конь · c5 белая пешка · d5 чёрная пешка · e5 белый король · f5 чёрная пешка · g5 белая пешка · d4 белая пешка · e4 чёрная пешка · f4 белая пешка · e3 белая пешка · e2 белая пешка | e8 чёрный король · b7 чёрная пешка · e7 белая пешка · h7 чёрная пешка · c6 белый конь · e6 белая пешка · g6 белый конь · c5 белая пешка · d5 чёрная пешка · e5 белый король · f5 чёрная пешка · g5 белая пешка · d4 белая пешка · e4 чёрная пешка · f4 белая пешка · e3 белая пешка · e2 белая пешка | e8 чёрный король · b7 чёрная пешка · e7 белая пешка · h7 чёрная пешка · c6 белый конь · e6 белая пешка · g6 белый конь · c5 белая пешка · d5 чёрная пешка · e5 белый король · f5 чёрная пешка · g5 белая пешка · d4 белая пешка · e4 чёрная пешка · f4 белая пешка · e3 белая пешка · e2 белая пешка | e8 чёрный король · b7 чёрная пешка · e7 белая пешка · h7 чёрная пешка · c6 белый конь · e6 белая пешка · g6 белый конь · c5 белая пешка · d5 чёрная пешка · e5 белый король · f5 чёрная пешка · g5 белая пешка · d4 белая пешка · e4 чёрная пешка · f4 белая пешка · e3 белая пешка · e2 белая пешка | 7 |
| 6 | e8 чёрный король · b7 чёрная пешка · e7 белая пешка · h7 чёрная пешка · c6 белый конь · e6 белая пешка · g6 белый конь · c5 белая пешка · d5 чёрная пешка · e5 белый король · f5 чёрная пешка · g5 белая пешка · d4 белая пешка · e4 чёрная пешка · f4 белая пешка · e3 белая пешка · e2 белая пешка | e8 чёрный король · b7 чёрная пешка · e7 белая пешка · h7 чёрная пешка · c6 белый конь · e6 белая пешка · g6 белый конь · c5 белая пешка · d5 чёрная пешка · e5 белый король · f5 чёрная пешка · g5 белая пешка · d4 белая пешка · e4 чёрная пешка · f4 белая пешка · e3 белая пешка · e2 белая пешка | e8 чёрный король · b7 чёрная пешка · e7 белая пешка · h7 чёрная пешка · c6 белый конь · e6 белая пешка · g6 белый конь · c5 белая пешка · d5 чёрная пешка · e5 белый король · f5 чёрная пешка · g5 белая пешка · d4 белая пешка · e4 чёрная пешка · f4 белая пешка · e3 белая пешка · e2 белая пешка | e8 чёрный король · b7 чёрная пешка · e7 белая пешка · h7 чёрная пешка · c6 белый конь · e6 белая пешка · g6 белый конь · c5 белая пешка · d5 чёрная пешка · e5 белый король · f5 чёрная пешка · g5 белая пешка · d4 белая пешка · e4 чёрная пешка · f4 белая пешка · e3 белая пешка · e2 белая пешка | e8 чёрный король · b7 чёрная пешка · e7 белая пешка · h7 чёрная пешка · c6 белый конь · e6 белая пешка · g6 белый конь · c5 белая пешка · d5 чёрная пешка · e5 белый король · f5 чёрная пешка · g5 белая пешка · d4 белая пешка · e4 чёрная пешка · f4 белая пешка · e3 белая пешка · e2 белая пешка | e8 чёрный король · b7 чёрная пешка · e7 белая пешка · h7 чёрная пешка · c6 белый конь · e6 белая пешка · g6 белый конь · c5 белая пешка · d5 чёрная пешка · e5 белый король · f5 чёрная пешка · g5 белая пешка · d4 белая пешка · e4 чёрная пешка · f4 белая пешка · e3 белая пешка · e2 белая пешка | e8 чёрный король · b7 чёрная пешка · e7 белая пешка · h7 чёрная пешка · c6 белый конь · e6 белая пешка · g6 белый конь · c5 белая пешка · d5 чёрная пешка · e5 белый король · f5 чёрная пешка · g5 белая пешка · d4 белая пешка · e4 чёрная пешка · f4 белая пешка · e3 белая пешка · e2 белая пешка | e8 чёрный король · b7 чёрная пешка · e7 белая пешка · h7 чёрная пешка · c6 белый конь · e6 белая пешка · g6 белый конь · c5 белая пешка · d5 чёрная пешка · e5 белый король · f5 чёрная пешка · g5 белая пешка · d4 белая пешка · e4 чёрная пешка · f4 белая пешка · e3 белая пешка · e2 белая пешка | 6 |
| 5 | e8 чёрный король · b7 чёрная пешка · e7 белая пешка · h7 чёрная пешка · c6 белый конь · e6 белая пешка · g6 белый конь · c5 белая пешка · d5 чёрная пешка · e5 белый король · f5 чёрная пешка · g5 белая пешка · d4 белая пешка · e4 чёрная пешка · f4 белая пешка · e3 белая пешка · e2 белая пешка | e8 чёрный король · b7 чёрная пешка · e7 белая пешка · h7 чёрная пешка · c6 белый конь · e6 белая пешка · g6 белый конь · c5 белая пешка · d5 чёрная пешка · e5 белый король · f5 чёрная пешка · g5 белая пешка · d4 белая пешка · e4 чёрная пешка · f4 белая пешка · e3 белая пешка · e2 белая пешка | e8 чёрный король · b7 чёрная пешка · e7 белая пешка · h7 чёрная пешка · c6 белый конь · e6 белая пешка · g6 белый конь · c5 белая пешка · d5 чёрная пешка · e5 белый король · f5 чёрная пешка · g5 белая пешка · d4 белая пешка · e4 чёрная пешка · f4 белая пешка · e3 белая пешка · e2 белая пешка | e8 чёрный король · b7 чёрная пешка · e7 белая пешка · h7 чёрная пешка · c6 белый конь · e6 белая пешка · g6 белый конь · c5 белая пешка · d5 чёрная пешка · e5 белый король · f5 чёрная пешка · g5 белая пешка · d4 белая пешка · e4 чёрная пешка · f4 белая пешка · e3 белая пешка · e2 белая пешка | e8 чёрный король · b7 чёрная пешка · e7 белая пешка · h7 чёрная пешка · c6 белый конь · e6 белая пешка · g6 белый конь · c5 белая пешка · d5 чёрная пешка · e5 белый король · f5 чёрная пешка · g5 белая пешка · d4 белая пешка · e4 чёрная пешка · f4 белая пешка · e3 белая пешка · e2 белая пешка | e8 чёрный король · b7 чёрная пешка · e7 белая пешка · h7 чёрная пешка · c6 белый конь · e6 белая пешка · g6 белый конь · c5 белая пешка · d5 чёрная пешка · e5 белый король · f5 чёрная пешка · g5 белая пешка · d4 белая пешка · e4 чёрная пешка · f4 белая пешка · e3 белая пешка · e2 белая пешка | e8 чёрный король · b7 чёрная пешка · e7 белая пешка · h7 чёрная пешка · c6 белый конь · e6 белая пешка · g6 белый конь · c5 белая пешка · d5 чёрная пешка · e5 белый король · f5 чёрная пешка · g5 белая пешка · d4 белая пешка · e4 чёрная пешка · f4 белая пешка · e3 белая пешка · e2 белая пешка | e8 чёрный король · b7 чёрная пешка · e7 белая пешка · h7 чёрная пешка · c6 белый конь · e6 белая пешка · g6 белый конь · c5 белая пешка · d5 чёрная пешка · e5 белый король · f5 чёрная пешка · g5 белая пешка · d4 белая пешка · e4 чёрная пешка · f4 белая пешка · e3 белая пешка · e2 белая пешка | 5 |
| 4 | e8 чёрный король · b7 чёрная пешка · e7 белая пешка · h7 чёрная пешка · c6 белый конь · e6 белая пешка · g6 белый конь · c5 белая пешка · d5 чёрная пешка · e5 белый король · f5 чёрная пешка · g5 белая пешка · d4 белая пешка · e4 чёрная пешка · f4 белая пешка · e3 белая пешка · e2 белая пешка | e8 чёрный король · b7 чёрная пешка · e7 белая пешка · h7 чёрная пешка · c6 белый конь · e6 белая пешка · g6 белый конь · c5 белая пешка · d5 чёрная пешка · e5 белый король · f5 чёрная пешка · g5 белая пешка · d4 белая пешка · e4 чёрная пешка · f4 белая пешка · e3 белая пешка · e2 белая пешка | e8 чёрный король · b7 чёрная пешка · e7 белая пешка · h7 чёрная пешка · c6 белый конь · e6 белая пешка · g6 белый конь · c5 белая пешка · d5 чёрная пешка · e5 белый король · f5 чёрная пешка · g5 белая пешка · d4 белая пешка · e4 чёрная пешка · f4 белая пешка · e3 белая пешка · e2 белая пешка | e8 чёрный король · b7 чёрная пешка · e7 белая пешка · h7 чёрная пешка · c6 белый конь · e6 белая пешка · g6 белый конь · c5 белая пешка · d5 чёрная пешка · e5 белый король · f5 чёрная пешка · g5 белая пешка · d4 белая пешка · e4 чёрная пешка · f4 белая пешка · e3 белая пешка · e2 белая пешка | e8 чёрный король · b7 чёрная пешка · e7 белая пешка · h7 чёрная пешка · c6 белый конь · e6 белая пешка · g6 белый конь · c5 белая пешка · d5 чёрная пешка · e5 белый король · f5 чёрная пешка · g5 белая пешка · d4 белая пешка · e4 чёрная пешка · f4 белая пешка · e3 белая пешка · e2 белая пешка | e8 чёрный король · b7 чёрная пешка · e7 белая пешка · h7 чёрная пешка · c6 белый конь · e6 белая пешка · g6 белый конь · c5 белая пешка · d5 чёрная пешка · e5 белый король · f5 чёрная пешка · g5 белая пешка · d4 белая пешка · e4 чёрная пешка · f4 белая пешка · e3 белая пешка · e2 белая пешка | e8 чёрный король · b7 чёрная пешка · e7 белая пешка · h7 чёрная пешка · c6 белый конь · e6 белая пешка · g6 белый конь · c5 белая пешка · d5 чёрная пешка · e5 белый король · f5 чёрная пешка · g5 белая пешка · d4 белая пешка · e4 чёрная пешка · f4 белая пешка · e3 белая пешка · e2 белая пешка | e8 чёрный король · b7 чёрная пешка · e7 белая пешка · h7 чёрная пешка · c6 белый конь · e6 белая пешка · g6 белый конь · c5 белая пешка · d5 чёрная пешка · e5 белый король · f5 чёрная пешка · g5 белая пешка · d4 белая пешка · e4 чёрная пешка · f4 белая пешка · e3 белая пешка · e2 белая пешка | 4 |
| 3 | e8 чёрный король · b7 чёрная пешка · e7 белая пешка · h7 чёрная пешка · c6 белый конь · e6 белая пешка · g6 белый конь · c5 белая пешка · d5 чёрная пешка · e5 белый король · f5 чёрная пешка · g5 белая пешка · d4 белая пешка · e4 чёрная пешка · f4 белая пешка · e3 белая пешка · e2 белая пешка | e8 чёрный король · b7 чёрная пешка · e7 белая пешка · h7 чёрная пешка · c6 белый конь · e6 белая пешка · g6 белый конь · c5 белая пешка · d5 чёрная пешка · e5 белый король · f5 чёрная пешка · g5 белая пешка · d4 белая пешка · e4 чёрная пешка · f4 белая пешка · e3 белая пешка · e2 белая пешка | e8 чёрный король · b7 чёрная пешка · e7 белая пешка · h7 чёрная пешка · c6 белый конь · e6 белая пешка · g6 белый конь · c5 белая пешка · d5 чёрная пешка · e5 белый король · f5 чёрная пешка · g5 белая пешка · d4 белая пешка · e4 чёрная пешка · f4 белая пешка · e3 белая пешка · e2 белая пешка | e8 чёрный король · b7 чёрная пешка · e7 белая пешка · h7 чёрная пешка · c6 белый конь · e6 белая пешка · g6 белый конь · c5 белая пешка · d5 чёрная пешка · e5 белый король · f5 чёрная пешка · g5 белая пешка · d4 белая пешка · e4 чёрная пешка · f4 белая пешка · e3 белая пешка · e2 белая пешка | e8 чёрный король · b7 чёрная пешка · e7 белая пешка · h7 чёрная пешка · c6 белый конь · e6 белая пешка · g6 белый конь · c5 белая пешка · d5 чёрная пешка · e5 белый король · f5 чёрная пешка · g5 белая пешка · d4 белая пешка · e4 чёрная пешка · f4 белая пешка · e3 белая пешка · e2 белая пешка | e8 чёрный король · b7 чёрная пешка · e7 белая пешка · h7 чёрная пешка · c6 белый конь · e6 белая пешка · g6 белый конь · c5 белая пешка · d5 чёрная пешка · e5 белый король · f5 чёрная пешка · g5 белая пешка · d4 белая пешка · e4 чёрная пешка · f4 белая пешка · e3 белая пешка · e2 белая пешка | e8 чёрный король · b7 чёрная пешка · e7 белая пешка · h7 чёрная пешка · c6 белый конь · e6 белая пешка · g6 белый конь · c5 белая пешка · d5 чёрная пешка · e5 белый король · f5 чёрная пешка · g5 белая пешка · d4 белая пешка · e4 чёрная пешка · f4 белая пешка · e3 белая пешка · e2 белая пешка | e8 чёрный король · b7 чёрная пешка · e7 белая пешка · h7 чёрная пешка · c6 белый конь · e6 белая пешка · g6 белый конь · c5 белая пешка · d5 чёрная пешка · e5 белый король · f5 чёрная пешка · g5 белая пешка · d4 белая пешка · e4 чёрная пешка · f4 белая пешка · e3 белая пешка · e2 белая пешка | 3 |
| 2 | e8 чёрный король · b7 чёрная пешка · e7 белая пешка · h7 чёрная пешка · c6 белый конь · e6 белая пешка · g6 белый конь · c5 белая пешка · d5 чёрная пешка · e5 белый король · f5 чёрная пешка · g5 белая пешка · d4 белая пешка · e4 чёрная пешка · f4 белая пешка · e3 белая пешка · e2 белая пешка | e8 чёрный король · b7 чёрная пешка · e7 белая пешка · h7 чёрная пешка · c6 белый конь · e6 белая пешка · g6 белый конь · c5 белая пешка · d5 чёрная пешка · e5 белый король · f5 чёрная пешка · g5 белая пешка · d4 белая пешка · e4 чёрная пешка · f4 белая пешка · e3 белая пешка · e2 белая пешка | e8 чёрный король · b7 чёрная пешка · e7 белая пешка · h7 чёрная пешка · c6 белый конь · e6 белая пешка · g6 белый конь · c5 белая пешка · d5 чёрная пешка · e5 белый король · f5 чёрная пешка · g5 белая пешка · d4 белая пешка · e4 чёрная пешка · f4 белая пешка · e3 белая пешка · e2 белая пешка | e8 чёрный король · b7 чёрная пешка · e7 белая пешка · h7 чёрная пешка · c6 белый конь · e6 белая пешка · g6 белый конь · c5 белая пешка · d5 чёрная пешка · e5 белый король · f5 чёрная пешка · g5 белая пешка · d4 белая пешка · e4 чёрная пешка · f4 белая пешка · e3 белая пешка · e2 белая пешка | e8 чёрный король · b7 чёрная пешка · e7 белая пешка · h7 чёрная пешка · c6 белый конь · e6 белая пешка · g6 белый конь · c5 белая пешка · d5 чёрная пешка · e5 белый король · f5 чёрная пешка · g5 белая пешка · d4 белая пешка · e4 чёрная пешка · f4 белая пешка · e3 белая пешка · e2 белая пешка | e8 чёрный король · b7 чёрная пешка · e7 белая пешка · h7 чёрная пешка · c6 белый конь · e6 белая пешка · g6 белый конь · c5 белая пешка · d5 чёрная пешка · e5 белый король · f5 чёрная пешка · g5 белая пешка · d4 белая пешка · e4 чёрная пешка · f4 белая пешка · e3 белая пешка · e2 белая пешка | e8 чёрный король · b7 чёрная пешка · e7 белая пешка · h7 чёрная пешка · c6 белый конь · e6 белая пешка · g6 белый конь · c5 белая пешка · d5 чёрная пешка · e5 белый король · f5 чёрная пешка · g5 белая пешка · d4 белая пешка · e4 чёрная пешка · f4 белая пешка · e3 белая пешка · e2 белая пешка | e8 чёрный король · b7 чёрная пешка · e7 белая пешка · h7 чёрная пешка · c6 белый конь · e6 белая пешка · g6 белый конь · c5 белая пешка · d5 чёрная пешка · e5 белый король · f5 чёрная пешка · g5 белая пешка · d4 белая пешка · e4 чёрная пешка · f4 белая пешка · e3 белая пешка · e2 белая пешка | 2 |
| 1 | e8 чёрный король · b7 чёрная пешка · e7 белая пешка · h7 чёрная пешка · c6 белый конь · e6 белая пешка · g6 белый конь · c5 белая пешка · d5 чёрная пешка · e5 белый король · f5 чёрная пешка · g5 белая пешка · d4 белая пешка · e4 чёрная пешка · f4 белая пешка · e3 белая пешка · e2 белая пешка | e8 чёрный король · b7 чёрная пешка · e7 белая пешка · h7 чёрная пешка · c6 белый конь · e6 белая пешка · g6 белый конь · c5 белая пешка · d5 чёрная пешка · e5 белый король · f5 чёрная пешка · g5 белая пешка · d4 белая пешка · e4 чёрная пешка · f4 белая пешка · e3 белая пешка · e2 белая пешка | e8 чёрный король · b7 чёрная пешка · e7 белая пешка · h7 чёрная пешка · c6 белый конь · e6 белая пешка · g6 белый конь · c5 белая пешка · d5 чёрная пешка · e5 белый король · f5 чёрная пешка · g5 белая пешка · d4 белая пешка · e4 чёрная пешка · f4 белая пешка · e3 белая пешка · e2 белая пешка | e8 чёрный король · b7 чёрная пешка · e7 белая пешка · h7 чёрная пешка · c6 белый конь · e6 белая пешка · g6 белый конь · c5 белая пешка · d5 чёрная пешка · e5 белый король · f5 чёрная пешка · g5 белая пешка · d4 белая пешка · e4 чёрная пешка · f4 белая пешка · e3 белая пешка · e2 белая пешка | e8 чёрный король · b7 чёрная пешка · e7 белая пешка · h7 чёрная пешка · c6 белый конь · e6 белая пешка · g6 белый конь · c5 белая пешка · d5 чёрная пешка · e5 белый король · f5 чёрная пешка · g5 белая пешка · d4 белая пешка · e4 чёрная пешка · f4 белая пешка · e3 белая пешка · e2 белая пешка | e8 чёрный король · b7 чёрная пешка · e7 белая пешка · h7 чёрная пешка · c6 белый конь · e6 белая пешка · g6 белый конь · c5 белая пешка · d5 чёрная пешка · e5 белый король · f5 чёрная пешка · g5 белая пешка · d4 белая пешка · e4 чёрная пешка · f4 белая пешка · e3 белая пешка · e2 белая пешка | e8 чёрный король · b7 чёрная пешка · e7 белая пешка · h7 чёрная пешка · c6 белый конь · e6 белая пешка · g6 белый конь · c5 белая пешка · d5 чёрная пешка · e5 белый король · f5 чёрная пешка · g5 белая пешка · d4 белая пешка · e4 чёрная пешка · f4 белая пешка · e3 белая пешка · e2 белая пешка | e8 чёрный король · b7 чёрная пешка · e7 белая пешка · h7 чёрная пешка · c6 белый конь · e6 белая пешка · g6 белый конь · c5 белая пешка · d5 чёрная пешка · e5 белый король · f5 чёрная пешка · g5 белая пешка · d4 белая пешка · e4 чёрная пешка · f4 белая пешка · e3 белая пешка · e2 белая пешка | 1 |
|   | a | b | c | d | e | f | g | h |   |

Аналитическая задача с симметричным построением, но «асимметричным» решением. При последнем ходе
чёрных d7—d5 или f7—f5 возможны 2 решения: 1.cd и 1.gf (на проходе). Однако при расположении чёрной пешки на d7 позиция становится невозможной: расположение белых пешек требует 10-кратных взятий чёрных фигур (слон побит на поле с8). Поэтому решает только 1.gf.

## Книги
- Retrograde analysis, Leeds, 1915 (соавтор);
- Fata Morgana, В., 1922 (соавтор);
- Asymmetry, Stroud, 1927 (соавтор).